# Ленточная диаграмма (биохимия)
Ленточная диаграмма — схематичное трёхмерное изображение структуры белка. Альфа-спирали на диаграмме изображаются лентами, бета-листы — стрелками, случайные спирали — линиями или тонкими трубками. Направление, в котором рассматривается цепочка, может быть отображено плавным изменением цвета ленты.

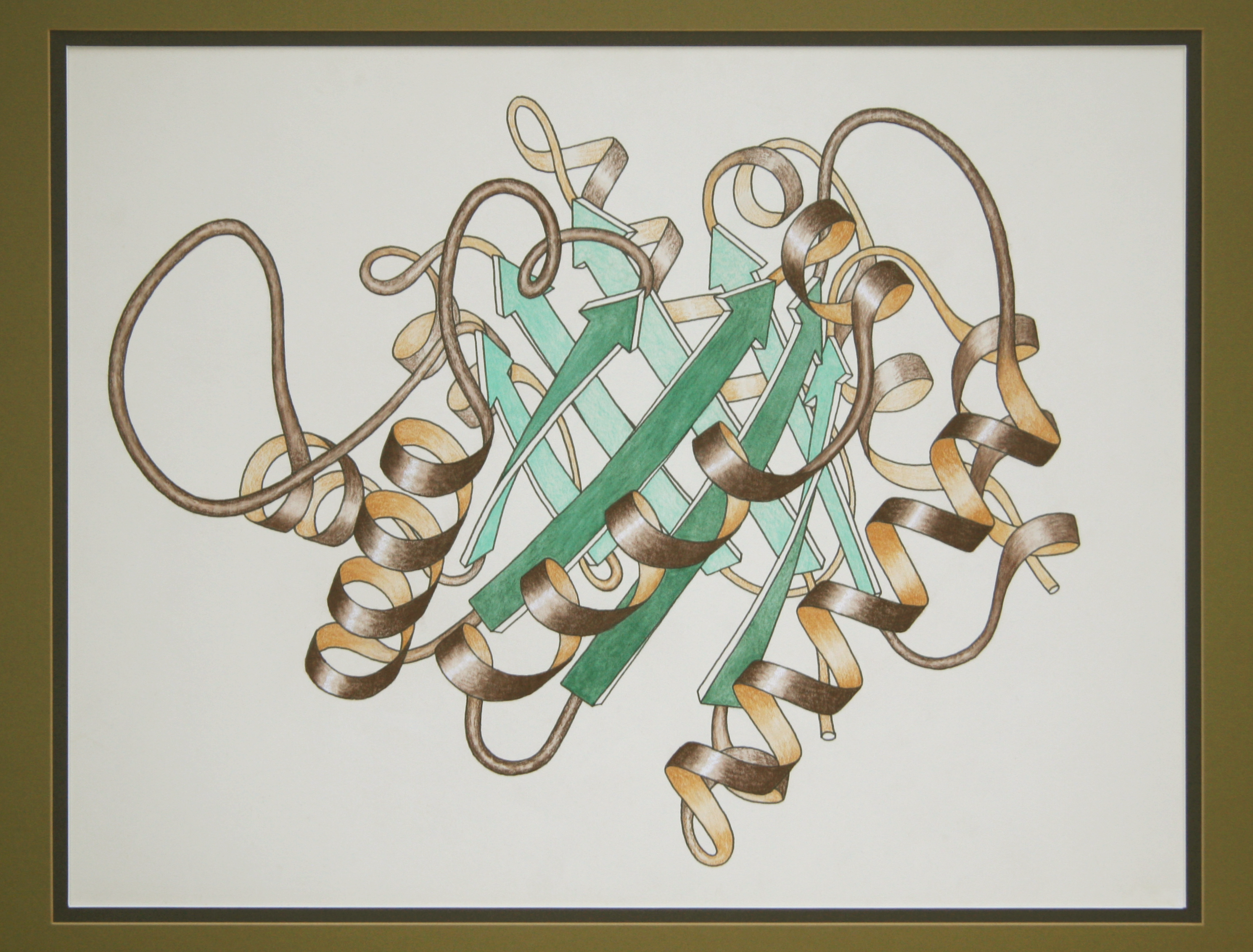
Ленточная диаграмма мономера триозофосфатизомеразы, рисунок Джейн Ричардсон